# Château de Villattes
Ne pas confondre avec les Châteaux de la Villate à Saint-Sulpice-le-Guérétois en Creuse ainsi qu'à Montigné-le-Brillant en Mayenne ou encore à Anzac-sur-Vienne en Charente (dit Logis de la Villatte).
Le château de Villattes est situé sur la commune de Léré, dans le département du Cher, en France.

## Localisation
Près de la Judelle, affluent de la Loire en rive gauche, le château est situé au hameau de Villates au sud-ouest du bourg de Léré.

## Historique
Les plus anciens possesseurs connus de la terre de Villattes sont la famille de Louzeau. En 1546, Guillaume Louzeau, écuyer, en est seigneur. En 1580, le possesseur était Jean de Louzeau, seigneur de Vilattes et du Pezeau, époux d'Abigaïl Le Fort, décédé en 1616, et dont la pierre tombale se trouve dans l'église de Léré. Le château fut peut être l’œuvre de cette famille, à la fin du XVe siècle ou dans les premières années du XVIe siècle, remplaçant probablement une construction plus ancienne.
Situé entre les fiefs protestants de Châtillon-sur-Loire et de Sancerre, dans un terroir frontalier de la Bourgogne, Villattes a subi à plusieurs reprises les aléas de l'histoire et notamment en 1569, lors des guerres de Religion, jusqu'à la Révolution française pendant laquelle il fut entièrement démeublé et largement pillé.
Les importants communs situés au sud furent bâtis ou reconstruits dans les dernières années de l'Ancien Régime. Une clef d'un porche est siglée 1790.
Après 1812, l'ouvrage d'entrée et les dépendances situées au nord furent détruits. Il ne reste que les bases de la tourelle qui protégeait l'angle nord-est de l'enceinte. Au-delà du fossé, le colombier, datant de la fin du XVIe et comportant environ 1100 boulins, ainsi qu'un puits couvert, furent maintenus et ont fait l'objet d'une restauration en 2018 soutenue par les Vieilles maisons françaises. À la fin du XIXe, un grand pavillon carré fut adossé à la façade latérale de l'aile du corps de logis.
Le logis est une construction authentique et homogène. Sa charpente est d'origine. La tour d'escalier a conservé son décor architectural des années 1500. L'oratoire aménagé dans la tour d'angle nord-est présente un rare décor peint datant de la fin du XVIIe siècle: dans une architecture de marbre, les seigneurs de Villattes invoquent le Saint Esprit. Des vues perspectives accompagnent le décor en trompe-l’œil.
Depuis la famille de Louzeau dans les années 1500 jusqu'à nos jours, Villattes est constamment resté par transmission en ligne directe et souvent par les femmes dans la famille de l'actuel propriétaire. S'y succédèrent après les Louzeau les familles Reugny, La Barre de Villattes, Maublanc de Chizeuil puis Varenard de Billy et Heurtault de Lammerville.
A l'exclusion du pavillon d'angle et d'une terrasse XIXe, l'ensemble intérieur et extérieur, qui n'avait pas déjà été classé en 1922, a été inscrit en 2000 à l'inventaire supplémentaire des monuments historiques.

## Description
Le logis, de plan rectangulaire et assez massif, s'appuie sur deux tours rondes s'élevant à ses angles. Au droit de sa façade sur cour est appliquée une importante tour d'escalier octogonale, hors-œuvre munie d'un cadran solaire sur lequel figure l'inscription: "ut redit alma dies sic mutat hora vices " (comme le jour bienfaisant revient, ainsi l'heure modifie les destinées). Cette façade, largement percée de grandes croisées, offre un décor flamboyant intégrant quelques motifs de la première renaissance. C'est un bel exemple de l'architecture de style Louis XII, transition entre l'art gothique et la Première Renaissance.
Elle est classée au titre des monuments historiques par arrêté du 28 septembre 1922 et fut restaurée par Alphonse de Billy dans les années 1950, qui fit rétablir les meneaux des fenêtres.
Les autres façades, comme celle de l'aile droite sur cour, construction médiévale en retour d'équerre ont été repercées au XVIIIe. Les toitures de l'ensemble de l'édifice corps de logis et aile en retour, furent alors modifiées. L'aspect de Villattes à la fin du XVIIIe siècle nous est restitué par la toile d'un trumeau d'une chambre du château. Le château, ancien ouvrage défensif de fond de vallée, était protégé par de larges fossés alimentés par la Judelle et en partie conservés aujourd'hui en servant de bief à un moulin. Un pavillon d'entrée permettait de les franchir à l'est. De part et d'autre de celui-ci, des dépendances étaient adossées à l'enceinte.